# Poruke u boci
Poruke u boci je deseti album hrvatskog glazbenog sastava "Vatrogasci".
Na albumu gostuju Vesna Pezzo u pjesmi "Lagat' ćemo" i Barry Mitchell u pjesmi "Pijem a nesmijem". Na albumu se također nalazi 8-minutna live kompilacija pjesama koje su nastale u razdoblju od 1991. do 1994. 
Sa albuma se najviše izdvaja AC/DC obrada "Cesta za Tuhelj" za koju je snimljen i spot koji se redovno vrtio u emisiji Nightmare Stage Željka Malnara. 
Ostale pjesme uključuju obrade Stinga, Elvisa Presleyja i Željka Joksimovića. Pjesmu "Veliko srce" je napisao Dražen Šolc iz grupe Parni Valjak. 

## Popis pjesama
1. Sve me yeah
2. Lagat ćemo (duet Vesna Pezo)
3. Punica
4. Gledaš me
5. Volim alcohol
6. Udaj se za mene
7. Brkovi
8. Cesta za Tuh'lj
9. Nezgodan i glup
10. Pijem a ne smijem
11. Mix uživo
12. Veliko srce
13. Lane moje